# Посольство Литви при Святому Престолі
Посольство Литви при Святому Престолі — дипломатична місія Литви у Ватикані. Посол Литви при Святому Престолі також акредитований при Мальтійському ордені.

## Історія
Святий Престол визнав незалежність Литовської Республіки у 1922 році. У міжвоєнний період при Папі Римському був акредитований литовський посол. У 1940 році Пій XII не визнав окупації Литви та дозволив посольству продовжувати діяльність, однак згодом, унаслідок занепаду литовської держави, воно припинило існування.
Дипломатичні відносини між Святим Престолом і Литвою були відновлені 30 вересня 1991 року. 11 липня 1992 року перший післявоєнний посол Литви вручив Папі вірчі грамоти.
Дипломатичні відносини між Мальтійським Орденом і Литвою було встановлено 9 липня 1992 року, і з того часу при Ордені акредитований литовський посол.

## Керівники дипломатичної місії Литви при Ватикані з 1992 року
- Казис Лазорайтіс (1992—2004)
- Альгірдас Саударгас (2004—2008)
- Вітаутас Алісаускас (2008—2012)
- Ірена Вайшвілайте (2012—2017)
- Петрас Запольськас (2017—2022)
- Сіґіта Маслаускайте-Мажилене (з 2022)